# Wiaczesław Mosze Kantor
Wiaczesław Mosze Kantor (ros. Вячеслав Моше Кантор) (ur. 8 września 1953 w Moskwie) – rosyjski biznesmen, filantrop i naukowiec żydowskiego pochodzenia. Jest uznawany za oligarchę powiązanego z reżimem Władimira Putina.
Był przewodniczącym Europejskiego Kongresu Żydowskiego do 2022 roku, gdy objęty został sankcjami i przewodniczącym Europejskiego Funduszu Żydowskiego (EJF) od 2006 do 2022.
Jest założycielem i przewodniczącym Fundacji Światowego Forum Holokaustu (WHF) i przewodniczącym Europejskiej Rady ds. Tolerancji i Pojednania (ECTR), a także przewodniczącym Międzynarodowego Forum Luksemburskiego w sprawie zapobiegania katastrofom nuklearnym. 
W 2018 roku Forbes oszacował wartość netto Kantora na 3,7 miliarda USD, co czyni go 29. najbogatszą osobą w Rosji i 630. najbogatszą osobą na świecie. W 2019 r. Kantor po raz pierwszy wszedł na listę najbogatszych ludzi Sunday Times, na której oszacowano jego bogactwo na 2,992 miliarda funtów.

## Życiorys

### Wczesne życie i kariera
Wiaczesław Mosze Kantor przyszedł na świat w Moskwie, jego ojciec był dyrektorem jednego z moskiewskich domów handlowych.
W 1976 ukończył Moskiewski Instytut Lotnictwa. W 1981 został doktorem nauk ścisłych z zakresu systemów automatycznego sterowania pojazdami kosmicznymi. Pracował w laboratorium, jednak w 1986 roku został z niego zwolniony po podejrzeniach o sprzedaż zastrzeżonych danych za granicę. W 1987 założył przedsiębiorstwo zajmujące się produkcją sprzętów komputerowych przeznaczonych dla przedsiębiorstw. W 1989 został dyrektorem generalnym firmy Intelmas, zajmującej się sieciami komputerowymi.
Podczas prywatyzacji dziejącej się w Rosji po upadku ZSRR stał się właścicielem pakietu kontrolnego akcji kombinatu chemicznego Azot (aktualnie Acron) kupionego za procent ich wartości. W następnym roku zakupił następną firmę z dziedziny produkcji azotów - Dorogobuż. W lukratywnych inwestycjach miały pomóc mu rządowe znajomości. W latach 1996–2000 był doradcą ekonomicznym Przewodniczącego Rady Federacji Zgromadzenia Federalnego Rosji.  
W 2012 r. próbował dokonać wrogiego przejęcia Azoty Tarnów, polskiego producenta nawozów, przez kierowane przez siebie przedsiębiorstwa. Prowadzono działania mające mu to utrudnić, doszło do fuzji Azoty Tarnów i Azoty Puławy, a w 2013 r. przyjęto nowy statut Grupy Azoty, który ograniczał prawa głosu akcjonariuszy innych niż Skarb Państwa. Obecnie posiada niespełna 20% akcji grupy, które pozostają objęte sankcjami. 

### Filantropia
W 2005 założył Światowe Fundację Światowego Forum Holokaustu. Od 2006 do 2022 roku pełnił funkcję prezesa Europejskiego Funduszu Żydowskiego, wpłacającej darowizny na rzecz organizacji żydowskich. W 2007 został wybrany na stanowisko przewodniczącego Europejskiego Kongresu Żydowskiego. Stanowisko piastował do 2022, kiedy ustąpił po nałożeniu na niego (i innych oligarchów powiązanych z reżimem Putina) sankcji przez rząd Wielkiej Brytanii po rosyjskiej inwazji na Ukrainę. W 2007 założył i został wybrany przewodniczącym Międzynarodowego Forum Luksemburskiego w sprawie zapobiegania katastrofom nuklearnym. W 2020 r. organizowane przez Kantora Światowe Forum Holokaustu wzbudziło kontrowersje po tym, jak przemawiający Władimir Putin, przedstawił sowiecką wersję historii wybuchu II wojny światowej, fałszując historię (m.in. stwierdzeniem, że 40% ofiar Holokaustu stanowili sowieccy Żydzi). Przedstawiono wtedy także film prezentujący zniekształconą wersję niemieckiej agresji na państwa europejskie, a pokazana mapa Polski zawierała niepoprawne kontury granic. Forum nie pozwoliło przemawiać prezydentowi Andrzejowi Dudzie, więc Duda postanowił nie brać w nim udziału. 21 maja 2025 r. Kantor został wybrany na piątą kadencję przewodniczącego Europejskiego Kongresu Żydowskiego. 

### Sankcje
W kwietniu 2022 r. w związku z rosyjską inwazją na Ukrainę został objęty sankcjami przez Unię Europejską. Również Wielka Brytania nałożyła na niego sankcje. Znalazł się także na liście sankcyjnej polskiego rządu. W marcu 2025 r., ze względu na żądanie Węgier, decyzją Komisji Europejskiej został usunięty z listy sanacyjnej; w odpowiedzi na te działania Polska objęła Kantora dodatkowymi sankcjami.

## Życie prywatne
Jest żonaty, ma piątkę dzieci. Ma obywatelstwo Rosji, Wielkiej Brytanii i Izraela. 